# Meridiano 133 W
O Meridiano 133 W é um meridiano que, partindo do Polo Norte, atravessa o Oceano Ártico, América do Norte, Oceano Pacífico, Oceano Antártico, Antártida e chega ao Polo Sul.  Forma um círculo máximo com o meridiano 47 E.
Começando no Polo Norte, o meridiano 133º Oeste tem os seguintes cruzamentos:
| País, território ou mar | Notas |
| ----------------------- | --- |
| Oceano Ártico           | |
| Mar de Beaufort         | |
| Canadá                  | Territórios do Noroeste Yukon Colúmbia Britânica                                                                    |
| Estados Unidos          | Alasca - Panhandle do Alasca (continente) e ilhas Kupreanof, Woewodski , Zarembo , Thorne, Príncipe de Gales e Dall |
| Oceano Pacífico         | Entrada Dixon |
| Canadá                  | Colúmbia Britânica - Ilha Langara, Ilha Graham e Ilha Hippa                                                         |
| Oceano Pacífico         | |
| Oceano Antártico        | |
| Antártida               | Território não reclamado                                                                                            |